# Pygmalion (1935)
Pygmalion ist ein deutscher Spielfilm von Erich Engel mit Jenny Jugo und Gustaf Gründgens in den Hauptrollen. Es ist die erste Tonfilmfassung des berühmten Theaterstücks (1912) von George Bernard Shaw.

## Handlung
Das arme Unterschichtsmädchen Eliza Doolittle verkauft vor der Londoner St. Paul’s Cathedral Blumen an vorbeigehende Passanten. Ihr gewöhnlicher Jargon, ihre eigenwillige Ausdrucksweise fasziniert den kurz anhaltenden Sprachforscher und Phonetiklehrer Professor Higgins. Er trifft einen guten Bekannten, Oberst Pickering, der ebenfalls an Wissenschaft interessiert ist, und geht mit ihm eine Wette ein: Higgins wettet, dass er es schaffen werde, innerhalb von nur sechs Monaten aus dem armseligen Mädchen im Schmuddellook eine feine Dame der Londoner Gesellschaft mit ausgezeichneten Manieren und ebensolcher Aussprache zu machen. Eliza weiß zwar nicht, was auf sie zukommt, aber sie lässt sich schließlich nach etwas Überredungskunst darauf ein, in das feine Haus des Professors einzuziehen. Dort nimmt sie erst einmal die gute Seele des Hauses, die Wirtschafterin Mrs. Pearce, in Empfang und badet und schrubbt das Blumenmädchen gründlich.
Obert Pickering warnt seinen Freund davor, in Eliza lediglich ein Studienobjekt zu sehen, anstatt einen Menschen aus Fleisch und Blut, den man sich nicht einfach so nach Gutdünken zurechtformen dürfe. Higgins, emotional stark unterentwickelt, weist diesen Einwand zurück. Eines Tages steht Papa Doolittle, ein verdreckter, aber bauernschlauer Müllkutscher, vor der Tür und verlangt Geld dafür, dass seine Tochter bei dem Junggesellen Higgins wohnt, quasi als Ausgleich für die Gefahr, dass Eliza durch diese moralisch heikle Wohnsituation kompromittiert werden könnte. Als Higgins nach einigen Monaten meint, dass er nun Eliza weitgehend nach seinen Vorstellungen umgeformt und „zivilisiert“ hat, macht er den Lackmustest: Der Professor stellt sie seiner Mutter vor, einer feinen Dame der High Society. Eliza ist zwar mit der Zeit „vornehmer“ geworden, hat sich aber ihre unverstellte und spontane Art bewahrt und ergötzt mit ihrer handfesten und blumigen Erzählweise Mrs. Higgins und die anderen Anwesenden. Besonders angetan von der lebhaften und unkonventionellen jungen Dame ist der junge Freddy Hill.
Die Monate sind wie im Fluge vergangen, und Professor Higgins stellt bei Eliza Doolittle große Fortschritte fest. Er meint, dass er es jetzt endgültig wagen könne, das Blumenmädchen in die gehobene Londoner Gesellschaft einzuführen. Noch immer sieht er sich als Experimentator und die „neue Eliza“ als seine Schöpfung. Gefühle lässt der steife Brite nicht aufkommen. Die letzte Prüfung bei einem Empfang meistert Miss Doolittle vorzüglich, und Higgins ist mit sich und der Welt hochzufrieden. Eliza hat sich jedoch längst in ihren „Herrn und Meister“ verliebt und ist derart wütend auf den gefühllosen und nichts bemerkenden Lehrmeister, dass sie ihm in einem Anfall von Wut Pantoffeln an den Kopf wirft. Higgins ist sehr erzürnt, dass sich „seine Kreatur“ als derart undankbar erweist, und so trennen sich beide im Streit. Bei der Higgins-Mutter heult sich Eliza anschließend aus und spricht von ihren Gefühlen zu Higgins junior. Freddy sieht jetzt seine Chance gekommen und bittet das Mädchen, seine Ehefrau zu werden. In der Zwischenzeit ist Professor Higgins in sich gegangen und begreift erst jetzt, was er verloren hat. Er geht zu Eliza und bittet sie auf seine ureigene verklemmte Art, zu ihm zurückzukehren. Strahlend sagt sie ja.

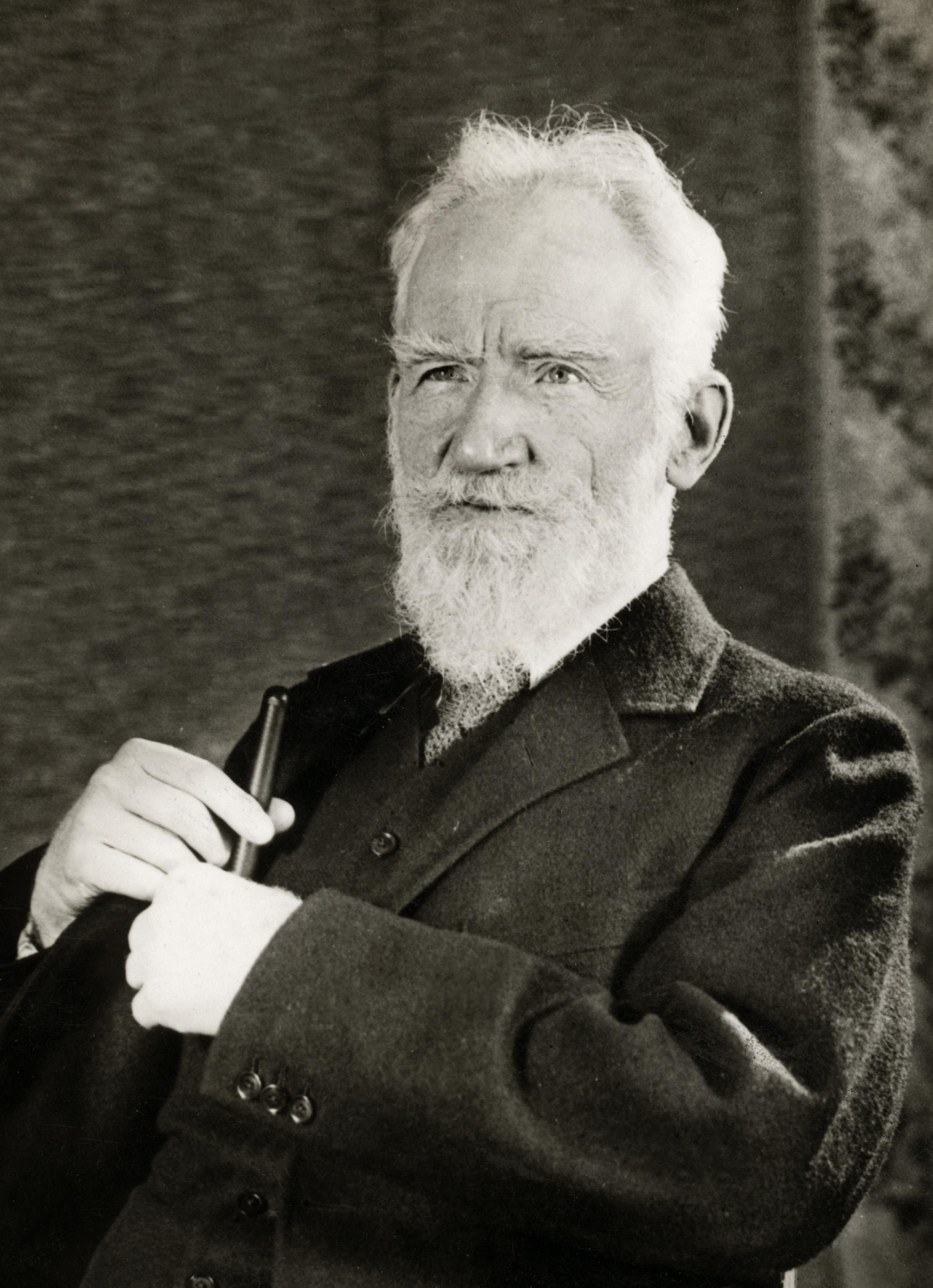
G. B. Shaw, Autor der Vorlage, ein Jahr nach den Dreharbeiten

## Produktionsnotizen
Pygmalion entstand zwischen Mitte Juni und Mitte August 1935 und wurde am 2. September 1935 im Berliner Capitol-Kino uraufgeführt. Der Film erhielt das Prädikat „künstlerisch wertvoll“. Jenny Jugo selbst soll an Shaw geschrieben haben, um die Verfilmungsrechte zu erbitten.
Produzent Eberhard Klagemann übernahm auch die Produktionsleitung. Die Filmbauten entwarf Emil Hasler und wurden von Artur Schwarz ausgeführt. Ernst Wilhelm Fiedler assistierte Chefkameramann Bruno Mondi. Rudolf Schaad assistierte Regisseur Engel. Gustav Rathje war einer von zwei Aufnahmeleitern.
Jenny Jugo singt das Lied „Ich bin lustig – ob ich Geld hab’ oder keins“.
Die Jugo soll nach dem großen Erfolg des Films zahlreiche Angebote aus dem Ausland bekommen haben, die sie allerdings ablehnte.

## Rezeption
Der Film war ein großer kommerzieller Erfolg im Dritten Reich, auch wenn Shaw mit dem Film unzufrieden gewesen sein soll.
Guido Altendorf schreibt in „Eine Liebeserklärung an Jenny Jugo“: „Erich Engel schmuggelt eine Prise Marxismus in die Filmversion, denn anders als bei Shaw werden bei ihm Elizas Wurzeln nicht gekappt. Mit der Kultivierung ihrer Sprache geht einher, dass ihr die eigene Herkunft und herrschende Klassenunterschiede bewusst werden. Das kulturelle Gefälle zwischen Lehrer und Schülerin droht sich umzukehren. Die Liebe sorgt dafür, dass ihr Sieg und sein Untergang ungefähr in der Mitte innehalte, um das Happy End sicherzustellen.“
1938 wurde Hollywoodstar Claudette Colbert von der Schweizer Presse befragt, welche deutschsprachige Schauspielerin die beste Chancen als Filmstar in Amerika hätte. Colbert, die Jenny Jugo in Pygmalion gesehen hatte, nannte ihren Namen: „Ihre Vorzüge sind Unbefangenheit, Witz, Charme, spielerische Leichtigkeit und, last not least, gutes Aussehen.“